# Регионални центар Требиње ЈЗУ Институт за јавно здравство РС
| Регионални центар Требиње ЈЗУ Институт за јавно здравство РС |                                      |
| Основан                                                      | 20. јун 1994.                        |
| Земља                                                        | Република Српска Босна и Херцеговина |
| Директор                                                     |                                      |
| Седиште                                                      | Требиње                              |
| Адреса                                                       | Степе Степановића бб                 |
| Сајт                                                         |                                      |

Регионални центар Требиње ЈЗУ Институт за јавно здравство РС један је од шест регионалних центара у ситему здравства Републике Српске, и високоспецијализована модерно организована и опремљена превентивна здравствена установа у државној својини, чији је обим рада и делатност прописан Законом о здравственој заштити РС. Од свог оснивања 20. јуна 1994. године Регионални центар Требиње организује: праћење, процену и анализе здравственог стања становништва у Републици Српској у областима: епидемиологије, микробиологије, хигијене, санитарне хемије, социјалне медицине, организације и економике здравства, заштите од зрачења.

## Историја
Регионални центар Требиње, као јавна здравствена установа у саставу Института за јавно здравство Републике Српске, основан је Одлуком Владе Републике Српске 20. јуна 1994. године. У моменту оснивања (1994) Регионални центар Требиње није располагао сопственим средствима (простор и опрема), а због тадашњих ратних дејстава на подручју БиХ није ни остваривао своју делатност.
По завршетку ратних дејстава на подручју БиХ кренуло се са стварањем ове здравствене установе 1996. године- Прво је обезбеђење неопходног простора почетком 1998. године преко Извршног одбора општине Требиње обезбеђен је један руинирани простор (“Вуновлачара”, која се налази у садашњој улици Лука Ћеловић (под “Кршом”). Потом је у оквиру интегрисаног Пројекта јавног здравства, чији су имплементатори били Medicos del myndo и Escuala analyza de salyd publica, обезбеђена средства за реновирање и адаптација објекта. По завршетку ових активности, 15. октобрра 1999. године створени су минимални неопходни услови за рад ове здравствене установе, која је тога дана у присуству бројних званица и свечано отворена.
Схватајући потешкоће у раду Центра Министарства одбране РС, 17. новембра 2005. године, уступило је Регионалном центру Требиње на кориштење и приземног дела ранијег Војно-медицинског центра у касарни “Лука Вукаловић” у Требињу, у који су смештене службе епидемиологије, хигијене, социјалне медицине и заједничке службе чиме су створени сви неопходни услови за пуно функционисање ове здравствене установе.

## Намена
Ова високоспецијализована и модерно организована и опремљена превентивна здравствена установа  намењена је да:
- прати стање здравља становништва,
- прати епидемиолошку ситуацију и хигијенске прилике у Региону Требиње,
- предузима мере за спречавање извора ширења заразних болести,
- пружа стручна подршка здравственим установама Региона Требиње у методама унапређења здравља становништва,
- предлаже и спроводи мере за отклањање штетних фактора у животној средини,
- ради на развоју здравственог менаџмента
- обављање наставно - научне делатности, као школа народног здравља,
- врши зравствени надзор над лицима која су запослена у производњи и промету животних намирница,
- цистематски контролише воду за пиће, површинских и отпадних вода, животних намирница и предмета опште употребе.

## Кадровска структура
Регионални центар Требиње, као организациони део Института за јавно здравство РС, запошљава укупно 24, и то: 
- 9 радника са високим образовањем (од чега 6 доктора медицине, 1 магистар хемијских наука, 1 дипл. инж. технологије и 1 дипл. економиста),
- 3 радника са вишим медицинским образовањем,
- 9 радника са средњим образовањем (од чега 8 радника медицинске струке и 1 радник осталих профила), * 1 ВКВ радник
- 2 полуквалификована радника.